# Kickboxer - La vendetta del guerriero
Kickboxer - La vendetta del guerriero (Kickboxer: Vengeance) è un film del 2016 diretto da John Stockwell.
Remake del film Kickboxer - Il nuovo guerriero (1989), la pellicola segna il riavvio della serie cinematografica, che sarà una trilogia.
Il film è dedicato all'attore e artista marziale Darren Shahlavi, qui nei panni di Eric Sloane, morto poco dopo la fine delle riprese all'età di 42 anni.

## Trama
Eric e Kurt Sloane sono i discendenti di una nota famiglia che ha avuto grande successo nelle arti marziali; da sempre all'ombra del fratello maggiore, Kurt non ha mai dimostrato di avere l'istinto necessario per trasformarsi in un campione nonostante un indubbio talento.
Dopo aver vinto il campionato del mondo di Karate, Eric accetta l'offerta dell'organizzatrice di incontri Marcia e, a discapito del parere contrario del fratello, parte per la Thailandia per sfidare il campione locale Tong Po: l'incontro ha però conseguenze fatali ed Eric perde la vita.
Kurt, desideroso di vendetta, convince Durand, mentore del fratello e suo allenatore, a prenderlo sotto la sua tutela per raggiungere il suo obbiettivo; nel frattempo Kurt conosce Liu, agente di polizia intenzionata a fermare i combattimenti clandestini, e tra i due scoppia l'amore.
Aiutato nel suo allenamento da Kavi, ex sottoposto di Tong Po defezionario, Kurt riesce ad avere la meglio sul suo avversario, che è costretto a uccidere per fermarlo definitivamente vendicando Eric.
Ora sereno, Kurt lascia la Thailandia per tornare in patria con Liu.

## Produzione
Il budget del film è stato di 17 milioni di dollari.

### Riprese
Le riprese del film iniziano il 24 novembre 2014 a New Orleans e poi proseguono in Thailandia.
Le scene d'azione sono state riprese dall'artista marziale J. J. Perry, mentre la coreografia dei combattimenti è stata affidata a Larnell Stovall.

## Promozione
Il primo trailer del film viene diffuso il 15 luglio 2016.

## Distribuzione
La pellicola è stata presentata in anteprima mondiale al Fantasia International Film Festival il 14 luglio 2016. Verrà distribuita in un numero limitato di sale cinematografiche statunitensi ed in video on demand il 2 settembre 2016.

## Sequel
Nel novembre 2015, le due case di produzione Headmon Entertainment & Productions e Acme Rocket Fuel, annunciano che il sequel del film è già in sviluppo, col titolo Kickboxer: Retaliation.